# The Sleigh Belle
The Sleigh Belle è cortometraggio muto del 1907. Si tratta del primo film girato dalla nuova compagnia presieduta da Sidney Olcott.

## Produzione
Il film fu prodotto dalla Kalem Company.

## Distribuzione
Distribuito dalla Kalem Company, il film prese anche il titolo di The Sleigh Bells.